# Psychronaetes
Psychronaetes is een geslacht van zeekomkommers uit de familie Laetmogonidae.

## Soorten
- Psychronaetes hanseni Pawson, 1983